# Заволзький (Калінінський район)
Заволзький (рос. Заволжский) — селище в Калінінському районі Тверської області Російської Федерації.
Населення становить 2400 осіб. Входить до складу муніципального утворення Заволзьке сільське поселення.

## Історія
Від 2005 року входить до складу муніципального утворення Заволзьке сільське поселення.

## Населення
| 1859 | 1886 | 1997  | 2002  | 2010  |
| ---- | ---- | ----- | ----- | ----- |
| 311  | ↗469 | ↗2437 | ↗2497 | ↘2400 |